# 独立
- 關於主权独立的国家，請見「独立国家」。
- 關於个人的独立意志，請見「自由意志」。
- 關於其他名称相近或相同的条目，請見「独立 (消歧义)」。

独立（英語：Independence）是指一个政府對其國家行使治理及自主權，對外擁有主權的狀況。一個擁有主權的國家，同時也是獨立國家；然而，一个“事实上”的独立国家，可能因为不同因素，在外交上不获得其他国家承认主权；與獨立相反，處於被支配狀況下的領土，稱為属地。
争取独立是一個原本的地方治理政府，向其宗主国取得主权，或一個國家從各種形式的外國殖民主義中解放出來成为一个独立国家的過程。最终，在其管理的领土与人口之上，行使完全统治和独立外交的权力，而不被其他国家干涉内政，并与其他国家以平等关系进行交涉。這個由被控制，走向自我管理，最終達到獨立狀態的過程，也被稱為獨立进程。

## 定义
独立可以是经由“解体”、“分离”、“合并”或“非殖民化”来达成。
- 解体：一个现有的国家，分解成为两个或两个以上的国家，旧有国家被新的国家继承；
- 分离：一个国家的部分领土，脱离原来的国家，成为一个新的国家；
- 合并：两个或两个以上的属地，联合组成一个独立国家；
- 非殖民化：一个被殖民、托管（英语：United Nations trust territories）或保护的属地，中断与宗主国的关系，成为一个独立国家。

独立的过程，可能是通过和平协议，也可能是通过内战的方式。

### 争取独立与革命的区别
长期以来，学术界一直都在探讨争取独立与革命之间的差异，并经常就以行使暴力的方法，来作为实现主权统一或独立的合法性，进行辩论。
一般而言，革命的目的是为了在社会的民主化过程中，重新完成权力分配；因此，主权可能保持不变。例如，墨西哥革命通常指的是20世纪初墨西哥国内各派系的斗争，最终于1917年修改宪法，结束独裁统治，建立立宪共和国而告终；几乎很少用来指墨西哥独立战争。但是，也有一些国家的独立战争，会被描述成是一场革命，例如美国革命战争和印度尼西亚民族革命。
而在另一些例子，一个较大的国家在进行政治结构的改革，而导致一个新的国家，从原有的国家分离出来。例如，1911年中国革命和1917年俄国革命，使得蒙古和芬兰获得独立。

### “事实上”与“法理上”的区别
从法律常识的观点而论，一个“事实上”的独立国家，因其主权地位属于不明确的存在，而无法与“法理上”的独立国家，享有同等的地位。绝大多数的国家，是“事实”与“法理”兼备，但也有一些少数国家存在争议，称为“有限承认国家”。例如，台湾具备事实上的独立，但不具备法理上的独立，其民选政府能够有效地正常运作，而索讨台湾主权的中华人民共和国中央政府从未控制过有关领土；但是，台湾欠缺国际外交的认可，既非联合国成员国，也无法加入政府间国际组织。
相反的例子，巴勒斯坦具备法理上的独立，但不具备事实上的独立，其拥有国际外交的承认，并于2012年成为联合国观察员国，但巴勒斯坦的国土遭到以色列占领，迫使其政府无法正常运作。

### 独立与自治的区别
自治指的是一个最高权威的政权，将权力下放给地方自治政府，让自治地方有自主管理事务的权限，最高权威仍然拥有对该地方的最终统治权力。自治地方的高度自治权并不等于独立主权，它可能发生在殖民地走向独立的过渡时期，让新旧政府进行政权交接，该地从开始自治到正式宣告独立以前，仍然是宗主国的殖民地；它也可能是实施在单一国家的特别行政地区，该地仍是国家行政的法定领土。
相反而言，保护国是指一个弱势国家政府，依附另一个强势国家政府，交出部分国家权益来换取保护，以保证本身享有统治国家的名义地位。虽然保护国在名义上是独立于宗主国，但仍依赖原宗主国的保护关系，听从宗主国赴任官员的命令行事，本质上是殖民地的一种形式。

## 国家的成立
根据1933年《蒙特维多国家权利义务公约》第一条文的称述，作为一个国际法所承认之国家应具备以下要素：常住人口、界定的领土、政府、与其他国家建立关系的能力。第三条文称述，国家的政治存在，独立于其他国家的承认，既是国际法所谓之“宣告说”；与之相对，认为国家的政治存在，须要获得其他国家的承认，则称之为“构成说”。
该公约最重要的一项条文，是不承认以威胁手段获得的领土，这项条文修订为《联合国宪章》的其中一项条款，成为国际法的其中部分。因此，活跃的反政府组织通过武力侵占领土，并宣称成立一个新的国家，即使有任何独立国家与之建交，也不被国际法承认其独立地位。

### 独立运动
独立运动是指一个地方的人民寻求民族自决、独立建国、自主自治的政治运动。
当一个地方境内的族群，长期以来受到专制政权的迫害、歧视、剥削、清洗、消灭，以及与主导权力相比的不平等待遇，而导致民族主义者提出独立的政治诉求。
民族国家可能采取温和或激烈手段来争取独立，有像是印度采取非暴力不合作、不服从的和平示威；也有像是阿尔及利亚采取暴力流血冲突的民族解放战争。

#### 中央与地方关系导致分离
国家权力过度集中于中央政府，又或者中央过度插手地方政府的决策，有可能剥削地方政治团体的利益，引起地方上的不满情绪，导致地方上的意识形态与武装斗争。例如，苏哈多执政印度尼西亚期间，实行高度中央集权，因此而加据地方势力的割据；哈比比上台以后，付诸实行地方分权，以缓和地方分离主义者的情绪。
又或者是说，中央与地方关系出现政治分歧，激化两地之间的利益冲突，导致中央与地方之间，逐步走向分离。例如，李光耀参政马来西亚期间，于1965年提出“马来西亚人的马来西亚”，激化新加坡执政党与联邦执政党之间的矛盾，致使新加坡独立。另一例子，美国诸州因持续的纷争而引发南北战争，导致南方多个州份宣布脱离联邦，最终以南北统一宣告结束。

### 独立战争
独立战争是指一个宣布独立的国家，与原来的宗主国发生冲突，而导致的内战。少数的例子，是该国家引起周边国家的抵制，群起而攻的战争；例如，以色列独立引起的第一次中东战争，也有称为“以色列独立战争”。
当一个国家境内的地方民族，受到执政者的武力镇压，而组织军事武装进行自卫，一旦冲突持续升级，引起大规模的反抗，将可能导致当权者失去对地方的直接控制，引发民族解放的战争。
站在不同的立场和观点，地方发起的民族解放战争可能被当权者称之为“暴动”、“暴乱”、“骚乱”、“反叛”、“叛变”、“政变”，反抗者称之为“革命”、“起义”、“抗争”、“独立”、“解放”。反而言之，强权政府以武力控制一个独立的地方，当权者可能称之为“统一”、“解放”、“光復”，反抗者称之为“侵略”、“侵占”、“入侵”、“占领”。

### 独立宣言
有时候，一个地方会对外发表政治声明，宣布成为独立的国家。最早的例子是苏格兰于1320年宣告的《阿布罗斯宣言》，最近的例子是加泰罗尼亚于2017年宣告的《加泰罗尼亚独立宣言》。然而，一个地方对外发出独立宣言，不表示就能够成功获得独立，在没有与宗主国达成正式协议前宣告的独立，往往难以得到国际的普遍认同，这种宣言称为“单方面独立宣言”。
另一方面，一些前英国殖民地是通过谈判的方式，获得独立的结果，并不曾对外发表独立宣言。与此同时，一些“事实上”独立的自治领，也没有对外发表过独立宣言。

### 独立宪法
独立宪法指的是英国前殖民地于独立前期，基于英国国会法令拟定的原始宪法，是殖民地迈向独立前的重要步骤。这份宪法是殖民地建国基础的宪法，也是英国国会的法令。
二战结束以后，大英帝国殖民地陆续成为自治领，当地的政治领袖担任其国家的唯一代表，到英国伦敦进行谈判，制订宪法草案，以便取得独立的先决条件。这些自治领完成制宪以后，续而从宗主国取得独立。
支持者赞扬英国的这种做法，是在进行负责任的权力转移。反对者则认为，通过少数亲英国派政治人物制定的宪法条文，不符合现实的政治需求；並且，也有一些批评指通过这些宪法独立的国家，其内里仍是一个被宗主国控制的新殖民国家。

### 独立公投
独立公投是指一个地方的居民采取投票方式，来决定是否成为一个独立的国家。独立公投取得“多数赞同”的结果，不表示该地方就能够获得独立；即使该国家成功独立，也不等于会得到其他国家承认其独立的地位。
独立公投往往发生在一个民族主义政党取得地方政权，或是当地政府面临分离主义的政治压力，基于民族自决而举行的公民投票。独立公投开始以前，民族主义者与该地行使主权的政府之间，将针对公投进行谈判，商定细节条件，双方一旦达成共识，其结果将具有约束力，得到国际社会的尊重。反之，独立公投在未经政府同意的情况下举行，其结果通常也会被国际社会忽视。
独立公投取得“多数赞同”的结果，双方将就国家分离进行协商，宣布新国家的独立宣言。随后，新的国家可以得到国际承认，并取得联合国等国际组织的成员资格。涉及不具约束力的独立公投案件，可能导致单方面宣布独立，从而出现一个不受承认、有限承认，甚至自称的国家。

### 外交承认
外交承认是指一个国家的独立状态，获得另一个独立国家的承认；然而，承认该国拥有独立的状态，不等于就是承认该国执政政府的合法性。两个国家政府之间即使没有正式地双边外交关系，也不表示就否认该国实际上处于独立的状态。例如，1996年至2001年期间，阿富汗塔利班政权仅有三个国家承认其政权的合法性，但不动摇其国家的独立状态。相对地，当一个国家政府承认另一个国家政府，具有履行治理国家的合法权力，可以等于说是隐性承认其治理的国家，正处于一个独立的状态。
如果一个政体使用违反《联合国宪章》的手段来获得领土和政治独立，则在国际间可不被普遍接受。该宪章第二条第4款禁止联合国会员国行使武力，或与联合国宗旨不符的其它方法，侵害任何会员国的领土完整或政治独立。联合国安理会针对罗德西亚（1965年）、北塞浦路斯（1983年）、斯普斯卡共和国（1992年）发布的各项决议，都是依据该宪章第七章〈对于和平之威胁、和平之破坏，及侵略行为之应付办法〉，予以否定其独立国家的资格。
2010年，国际法院发表《关于科索沃宣布独立的咨询意见》，以10比4票认为科索沃于2008年单方面宣布独立，不违反任何可适用的国际法规则。因此，联合国大会通过一项联合国塞尔维亚和欧盟的联合决议，由欧盟推动的科索沃和塞尔维亚之间的对话，促使两国进行正常的外交往来关系，达成布鲁塞尔协定。

### 独立日
独立日是一个国家宣布脱离殖民地的状态，成为独立国家的日子，这天通常也是该国的国庆日。不过，国庆日却不一定就是宣告独立的日子，也有一些历史悠久的国家，是把宣告民族统一、签署宪法、君主诞辰或有其它意义的纪念日，列为国庆日。

## 历史时期
从历史上来说，世界各国宣告独立，有四个主要的时期。
- 第一个时期：从1770年代美国独立战争开始，至1830年代西班牙语美洲独立战争结束，美洲诸国在这段期间，逐渐独立。
- 第二个时期：第一次世界大战导致奧斯曼帝国、奧匈帝国、俄罗斯帝国和德意志帝国的解体，使得欧洲诸国走向独立。
- 第三个时期：约1945年至1979年期间，70个国家从欧洲殖民列强争取独立，以及纳粹德国分裂瓦解，促成非洲、亚洲及大洋洲殖民地脱离宗主国，获取独立。
- 第四個時期：1990年代初冷戰結束，蘇聯、捷克斯洛伐克和南斯拉夫解體，前加盟共和國得以獨立。

## 独立的国家
现在全世界有193个主权国家是联合国成员国，对内具有统治权，对外具有外交和自卫权，能够与其他国家进行平等合作关系；同时，有2个国家的治理机构是联合国大会观察员，即：巴勒斯坦（法理上，统治巴勒斯坦地区）和圣座（位于梵蒂冈城的天主教最高权力机构）。
纽西兰曾致函予联合国秘书处，声明其2个自由联合邦具有“完全的条约制定能力”，能够自主处理对外关系和签署国际协定；因此，联合国议决承认库克群岛（1992年）和纽埃（1994年）有自主建交的能力，批准加入联合国专门机构。南极洲领地有8个主权归属，并有几个国家保留索讨领土的权利，但实际上是独立一体的国际共管领土，由《南极条约》缔约国协力管辖。
除此之外，世界上还有一些“事实上”独立的国家、政治纷争导致不被中央控制地区、发生内战而失去控制地区、雏形国家、被武装组织控制并宣布成立的国家，虽然这些地方“事实上”处于独立的状态，但其主权争议仍有待解决。而一些自称独立的微国家，则几乎没有证据能够作出证明，其有被各国政府及主要国际组织承认为独立的政治实体。